# Systropha androsthenes
Systropha androsthenes är en biart som beskrevs av Baker 1996. Systropha androsthenes ingår i släktet Systropha och familjen vägbin. Inga underarter finns listade i Catalogue of Life.